# Farinha Podre
Farinha Podre foi um antigo concelho de Portugal, situado na região da Beira, província da Beira Litoral, Distrito de Coimbra e sub-região do Baixo Mondego extinto em 31 de Dezembro de 1853 com  a sua sede em São Pedro de Farinha Podre. 
O seu território está hoje dividido pelos Municípios de Penacova, Arganil e Tábua. Era constituído pelas seguintes freguesias:
- São Pedro de Farinha Podre
- Oliveira do Cunhedo
- São Paio de Farinha Podre
- Paradela
- São Martinho da Cortiça
- Covelo
- Travanca de Farinha Podre
- Carapinha (até 1837)